# 洛雪
洛雪（法語：Lochieu，法語發音：[lɔʃjø]）是法国东部安省的一个旧市镇，属于贝莱区。2019年，洛雪与临近的3个市镇合并为新市镇瓦尔罗梅地区阿尔维耶尔。

## 地理
洛雪（45°55'50"N, 5°43'40"E）面积7.07 平方千米，位于法国奥弗涅-罗讷-阿尔卑斯大区安省，该省份为法国东部省份，北起汝拉省，西北接索恩-卢瓦尔省，西接罗讷省和里昂大都会，南至伊泽尔省，东与萨瓦省、上萨瓦省和瑞士接壤。
与洛雪接壤的市镇（或旧市镇、城区）包括：昂格勒福尔、布雷纳、瓦尔罗梅地区香槟、科尔博诺、小维里约。
洛雪的时区为UTC+01:00、UTC+02:00（夏令时）。

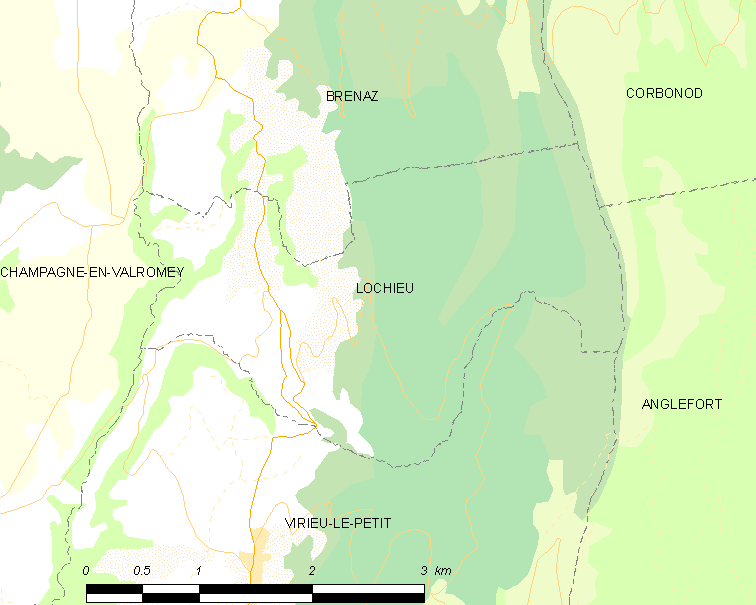
洛雪的OSM定位图

## 行政
洛雪的邮政编码为01260，INSEE市镇编码为01218。

## 政治
洛雪所属的省级选区为普拉托多特维尔县。

## 人口

1962-2008年间洛雪人口变化图示

洛雪于2018年1月1日时的人口数量为86人。